# محمد بن ناصر الحازمي
محمد بن ناصر بن حسين بن عز الدين الصغير الحازمي الحسني محدث وعلّامة تهامي عاش في القرن الثاني عشر هجري.

## نشأته وعلمه
ولد في ضمد بمنطقة جازان عام 1195 هـ ونشأ وتعلم على يد عبدالرحمن الأهدل ومحمد بن علي الشوكاني، كما ألتقى بالمحدث محمد الدهلوي في الحج وتعلم منه حتى شب عالمًا وكان من طلابه القاضي حسين بن محسن السبعي الأنصاري و الشمس محمد بن سالم السري التريمي. 

## مؤلفاته وآثاره العلمية
- إيقاظ الوسنان على بيان الخلل الذي في صلح الإخوان.[3]
- فتح المنان في ترجيح الراجح وتزييف الزائف من صلح الأخوان.[4]
- آيات الصفات.
- الفواكه العذاب.

## وفاته
توفى محمد الحازمي سنة 1288 من الهجرة.